# Nambassa

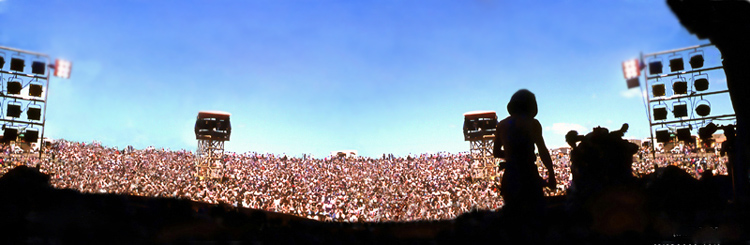
Dança do Dragão vista a partir do palco durante o Festival Nambassa de 1979

Nambassa foi uma série de festivais de música de conceito hippie realizados entre 1976 e 1981 em grandes fazendas em torno de Waihi e Waikino, na Ilha Norte da Nova Zelândia. Consistiam em vários conjuntos de atividades musicais, artísticas e alternativas, que se centraram nos princípios hippies de paz e amor, além de buscarem um estilo de vida amigável ao meio ambiente. Além de entretenimento popular, que contava com oficinas e exibições em prol da questões de saúde holística, medicina alternativa, energia limpa e sustentável e alimentos biológicos.
O movimento hippie da Nova Zelândia fez parte de um fenômeno internacional nas décadas de 1960 e de 1970, anunciando uma nova cultura artística de música, liberdade e revolução social, na qual milhões de jovens em todo o mundo estavam reagindo contra os antecedentes do velho mundo e abraçando um novo ethos hippie. Especificamente, asubcultura da Nova Zelândia tinha seus alicerces na paz e no ativismo antinuclear da década de 1960, no qual os hippies estavam ativamente tentando impedir o envolvimento da Nova Zelândia na guerra do Vietnã e para evitar que os franceses continuassem os testes de armas nucleares em Mururoa, um atol da Polinésia francesa.
O festival de janeiro de 1979 incluiu três dias de música, foi feito na semana de aniversário de Auckland e atraiu um público de 75 mil pessoas, tornando-se um dos maiores eventos com essas características no mundo.
Nambassa também se tornou o nome de um fundo que promove ideias sustentáveis e demonstra ideais práticos da contracultura, estilos de vida alternativos  e questões ambientalistas do início da década de 1970 até a atualidade.
Nambassa é também o nome tribal de um charitable trust, que tem defendido ideias sustentáveis e comprovada prática de contracultura ideais, espiritualmente , com base alternativa de estilo de vida, o ambientalismo e as questões ambientais a partir do início da década de 1970 até o presente.

## Concepção
O formato de festival, incluindo múltiplas artes combinando Artes Criativas, música popular e o multiculturalismo que formou os festivais de Nambassa, foi concebido por Peter Terry enquanto vivia na aldeia de artesanato de Waikino durante o início de 1976.

## Housetruckers
Housetruckers são indivíduos, famílias ou grupos que converteram caminhões e ônibus escolares antigos em casas móveis e vivem nelas, preferindo um estilo de vida nômade às formas tradicionais de habitação. Estes veículos começaram a surgir na Nova Zelândia em meados da década de 1970 e mesmo existentes em número menor que durante seu auge, continuam a circular pelas rodovias da Nova Zelândia.